# As Máscaras do Pavor
As Máscaras do Pavor  é um livro de horror e mistério escrito por Rubens Francisco Lucchetti  e publicado originalmente em 1974. A obra de ficção é do gênero thriller.
Relançado em 2014 pela Editorial Corvo, em parceria  com a Editora Devaneio, é o primeiro volume da Coleção R. F. Lucchetti prevista para ter 15 títulos.

## Resumo da obra
Nos meados dos anos 1970, é realizada no Chinese Theatre, na cidade de Los Angeles, uma Retrospectiva de Horror que homenageia astros, estrelas e realizadores de filmes de Horror. Então, uma série de assassinatos ocorre. Os crimes parecem ter sido cometidos por Jack o Estripador, o Fantasma da Ópera, o Lobisomem, Drácula. E a Capital do Cinema vê-se aterrorizada pelos monstros que ela própria ajudou a criar.

## Personagens
- Myrna Brent - a principal repórter do programa de tevê "Câmera Indiscreta".
- Sylvia - uma jovem prostituta.
- Jennifer Nicholls - uma meiga e delicada soprano que se torna a protegida do Fantasma da Ópera.
- George Bernstein - um produtor musical.
- William Deming - inspetor  de polícia e namorado de Myrna Brent.
- Manon Raymond - soprano que morre durante uma representação da ópera Rigoletto.
- Leda - empregada de Manon Raymond.
- Edmund Walley Hollister - famoso antiquário.
- Simpson - mordomo de Edmund Walley Hollister.
- Ryan Grenzeback - proprietário da Star Pictures, um estúdio cinematográfico falido.
- Gene Trotter - amigo de Ryan Grenzeback e ex-diretor de filmes de Horror.
- Jack o Estripador.
- O Fantasma da Ópera.
- O Lobisomem.
- Drácula.

## Frases
"O filme de Horror é quase tão antigo quanto o próprio Cinema." (p. 19)
"Nenhuma outra história de vampiro atingiu as culminâncias de terror que encontramos em Drácula." (p. 20)
"A humanidade é sádica." (p. 34)